# Хорезу (Горж)
Хорезу (рум. Horezu) — село у повіті Горж в Румунії. Входить до складу комуни Турчинешть.
Село розташоване на відстані 235 км на захід від Бухареста, 13 км на північ від Тиргу-Жіу, 100 км на північний захід від Крайови.

## Населення
За даними перепису населення 2002 року у селі проживали 222 особи, усі — румуни. Усі жителі села рідною мовою назвали румунську.